# Шанхай Дрэгонс
«Шанхай Дрэ́гонс» (кит. упр. 上海龍隊, пиньинь Shànghǎi lóng duì) — китайский хоккейный клуб из Шанхая, основанный в 2016 году для участия в Континентальной хоккейной лиге. До 7 августа 2025 года носил название «Куньлунь Ред Стар».

## История

Логотип команды «Куньлунь Ред Стар»

17 марта 2016 года был подписан договор о намерениях создать китайскую команду в Континентальной хоккейной лиге. Документ был подписан президентом Федерации хоккея России Владиславом Третьяком, председателем совета директоров КХЛ Геннадием Тимченко, а также руководством «Куньлунь Ред Стар». Президент Международной федерации хоккея на льду Рене Фазель одобрил появление китайского клуба и выразил надежду, что это поможет развитию данного вида спорта в Китае.
30 апреля 2016 года руководству удалось выполнить все условия, необходимые для принятия в лигу. Оставалось решить несколько формальностей. Президент КХЛ Дмитрий Чернышенко назвал это вопросом практически решённым, однако окончательное решение было отложено до июня 2016 года.
24 июня 2016 года совет директоров КХЛ утвердил клуб «Куньлунь Ред Стар» в качестве участника сезона 2016/17 Континентальной хоккейной лиги. На следующий день в Пекине, в рамках визита Президента России Владимира Путина в КНР, был подписан договор об участии команды в чемпионате КХЛ сезона 2016/17 годов. Документ в присутствии глав России и Китая, Владимира Путина и Си Цзиньпина, подписали председатель совета директоров Континентальной хоккейной лиги Геннадий Тимченко и председатель совета директоров ХК «Красная Звезда Куньлунь» Нгок Ян Юу.
Название клубу дала китайская горная система.
25 июня 2016 года было объявлено, что первым главным тренером клуба станет Владимир Юрзинов-младший.
5 июля 2016 года был объявлен список игроков, приглашённых на сборы перед сезоном 2016/2017. Свой первый официальный матч в истории «Куньлунь Ред Стар» провёл 1 сентября на «Платинум Арене» в Хабаровске с клубом «Амур» и победил со счётом 2:1. Первый домашний матч на арене «Леспортс-центр» клуб провёл 5 сентября против «Адмирала» и завершил его победой со счётом 6:3.
С 18 сентября «Куньлунь» сыграл 11 матчей в Шанхае, на арене «Фэйян». 20 сентября клуб установил антирекорд по посещаемости. На матч против нижнекамского «Нефтехимика» пришло лишь 550 зрителей.
18 февраля 2017 года «Куньлунь» впервые в своей истории вышел в плей-офф.
16 марта 2017 года было объявлено, что главным тренером клуба стал Майк Кинэн, с которым «Куньлунь» стал победителем предсезонного мемориала имени Ромазана. С 22 августа, после увольнения генерального менеджера клуба Владимира Кречина, Майк Кинэн стал совмещать две должности. Однако Кинэн проработал с командой лишь до конца 2017 года, после чего «Куньлунь» возглавил Бобби Карпентер, проработавший с командой до конца января 2018 года, после чего команду стал тренировать финский специалист Юсси Тапола, проработавший с командой всего год, после чего новым главным тренером стал 61-летний американский специалист Курт Фрейзер.
Из-за пандемии две последние домашние игры регулярного чемпионата сезона — 2019/2020 «Куньлунь» проводил в Москве и Новосибирске. Перед началом нового сезона руководство команды уведомило лигу о том, что домашней ареной «Куньлуня» будет «Арена Мытищи». Это решение вызвано тем, что из-за сложившейся ситуации с коронавирусом Россия закрыла границы. 20 июля команду возглавил российский специалист Алексей Ковалёв, работавший до этого ассистентом главного тренера. Помогать в работе Ковалёву были назначены Игорь Уланов и Вячеслав Козлов. После окончания сезона 2020/2021 тренерский штаб команды был отправлен в отставку. В июле 2021 года главным тренером был назначен Айван Занатта, при этом, Алексей Ковалёв остался в системе клуба и вернулся к должности ассистента.
7 августа 2025 клуб совершил ребрендинг, сменив название на «Шанхай Дрэгонс».

## Результаты выступления в КХЛ
И — количество проведённых игр, В — победы в основное время, ВО — победы в овертайме, ВБ — победы в послематчевых буллитах, ПО — поражения в овертайме, ПБ — поражения в послематчевых буллитах, П — поражения в основное время, О — количество набранных очков, Ш — соотношение забитых и пропущенных голов, РС — место по результатам регулярного сезона
| Сезон   | И   | В   | ВО | ВБ | ПБ | ПО | П   | О   | Ш         | РС | Результаты серий с соперниками в плей-офф                   | Результат в плей-офф                                        |
| ------- | --- | --- | -- | -- | -- | -- | --- | --- | --------- | -- | ----------------------------------------------------------- | ----------------------------------------------------------- |
| 2016/17 | 60  | 24  | 2  | 2  | 3  | 0  | 29  | 83  | 139—144   | 18 | 1—4 Металлург Мг                                            | Проиграли в 1/8 финала                                      |
| 2017/18 | 56  | 15  | 3  | 1  | 5  | 3  | 29  | 61  | 103—146   | 23 | В плей-офф не играли                                        | В плей-офф не играли                                        |
| 2018/19 | 62  | 19  | 0  | 1  | 5  | 6  | 31  | 51  | 142—190   | 20 | В плей-офф не играли                                        | В плей-офф не играли                                        |
| 2019/20 | 62  | 20  | 3  | 3  | 5  | 3  | 28  | 60  | 139—158   | 18 | В плей-офф не играли                                        | В плей-офф не играли                                        |
| 2020/21 | 60  | 11  | 1  | 1  | 2  | 6  | 39  | 34  | 139—213   | 22 | В плей-офф не играли                                        | В плей-офф не играли                                        |
| 2021/22 | 48  | 7   | 1  | 1  | 2  | 5  | 32  | 25  | 101—198   | 24 | В плей-офф не играли                                        | В плей-офф не играли                                        |
| 2022/23 | 68  | 15  | 3  | 3  | 4  | 3  | 40  | 49  | 152—226   | 21 | В плей-офф не играли                                        | В плей-офф не играли                                        |
| 2023/24 | 68  | 15  | 6  | 4  | 2  | 4  | 37  | 56  | 159—222   | 19 | В плей-офф не играли                                        | В плей-офф не играли                                        |
| 2024/25 | 68  | 19  | 5  | 4  | 1  | 5  | 34  | 62  | 171-235   | 18 | В плей-офф не играли                                        | В плей-офф не играли                                        |
| Всего   | 552 | 145 | 24 | 20 | 29 | 35 | 299 | 481 | 1245—1732 | —  | В плей-офф участвовали: 1 раз. Счёт (победы/поражения): 1—4 | В плей-офф участвовали: 1 раз. Счёт (победы/поражения): 1—4 |

## Руководство и персонал клуба
- Билли Нгок — председатель Совета директоров
- Монна Ао — президент
- Малкольм Ко — вице-президент по финансам
- Хэ Юйпин — вице-президент по юридическим и кадровым вопросам
- Игорь Варицкий — генеральный менеджер
- Нурсултан Оторбаев — финансовый директор
- Жерар Галлан — главный тренер
- Майк Келли — старший тренер
- Виктор Игнатьев — старший тренер
- Клейтон Беддос — тренер
- Яри Каарела — тренер вратарей
- Лю Чэнбан — начальник команды